# Igor' Petrenko
Igor' Petrenko (Potsdam, 23 agosto 1977) è un attore russo.

## Biografia
Nato in Germania Est, a partire dall'età di 3 anni ha vissuto a Mosca, dove ha studiato alla Scuola superiore di teatro Ščepkin. Dopo una breve esperienza nella compagnia del Teatro Malyj, ha intrapreso la carriera cinematografica. È stato insignito del Premio di Stato della Federazione Russa.

## Filmografia parziale

### Attore
- Zvezda (2002)
- Voditel' dlja Very (2004)
- Taras Bulba (2009)
- Nebo (2021)[3][4]

## Premi
- Premio Nika nella nomination alla Scoperta dell'anno (2002)
- Premio di Stato della Federazione Russa (2002)
- Premio dell'FSB della Russia (2018)